# Dasà
Dasà är en ort och kommun i provinsen Vibo Valentia i regionen Kalabrien i Italien. Kommunen hade 1 175 invånare (2017).